# Іду на ви!

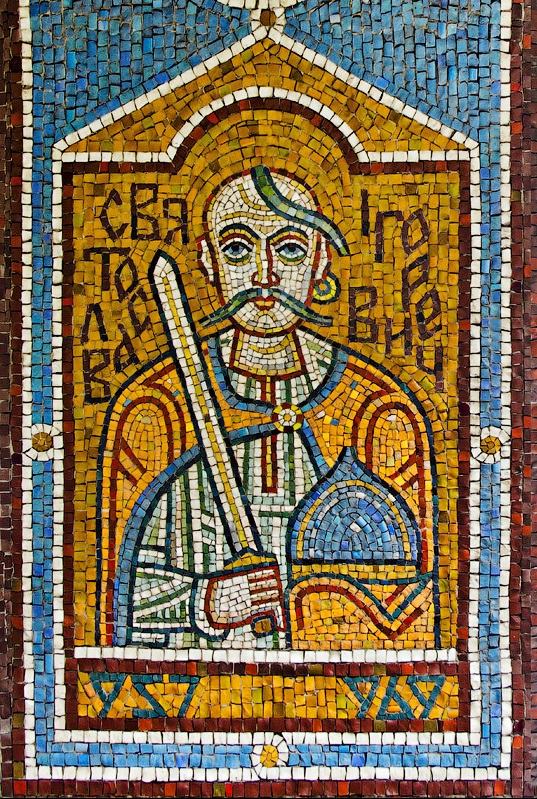
Князь Святослав Ігорович.

«Іду на ви!» — легендарний вислів українського князя Святослава Ігоровича на означення проголошення воєнних дій своїм противникам — ультиматум про оголошення війни. Перша письмова згадка, згідно з Повістю временних літ, датується 964 роком за давньослов'янським календарем.

## Історія

Емблема ССО ЗСУ.

Попри проголошення Великим князем від 945 року фактично Руссю правила княгиня Ольга — мати Святослава та державний регент. 964 року, «відколи князь Святослав виріс і змужнів», розпочав військові походи, першим із яких стала кампанія супроти хозар:
І, на жару запікаючи, їв.
І шатра не мав, а пітник стелив,
А сідло в головах.
І всі вої його такими були.
І посилав у інші землі, кажучи: «Хочу на ви іти».
І пішов на Оку-ріку, і на Волгу.
І натрапив на в’ятичів, і питає їх:
«Кому дань даєте?»
Вони ж відповіли: «Хозарам — по шелягу від рала даємо».
В літо 965 Пішов Святослав на хозар.
І зійшлися у битві.
І була битва між ними, переміг Святослав хозарів,
І город їхній Білу Вежу взяв.
І ясів переміг, і касогів,
І до Києва повернувся.

## У сучасній культурі
- За часів Незалежності проводиться однойменний турнір з контактних єдиноборств.
- Вислову присвячено пісню колективу «Чур» з альбому «Лихо», однойменний альбом Dub Buk та мініальбом Aparthate.
- «Іду на ви!» є гаслом ССО ЗС України.[3]
- «Іду на Ви!» - пісня музичного гурту  «Кому Вниз»